# Ta'urua Vallis
La Ta'urua Vallis è una struttura geologica della superficie di Venere.